# Crepidodera stypheliae
Crepidodera stypheliae es un coleóptero de la familia Chrysomelidae. Fue descrita científicamente en 1984 por Samuelson.